# Миллхаузер, Стивен
Стивен Миллхаузер (англ. Steven Millhauser; род. 3 августа 1943, Нью-Йорк) — американский писатель, лауреат Пулитцеровской премии.

## Биография
Стивен Миллхаузер родился 3 августа 1943 года в Нью-Йорке, США; детство провёл в Коннектикуте. В 1965 году получил степень бакалавра в Колумбийском университете и позднее степень доктора в Брауновском университете. Сейчас живет в Саратога Спрингс, штат Нью-Йорк и преподает английский язык в Колледже Скидмора.
В 1997 году Миллхаузер получил Пулитцеровкую премию за роман «Мартин Дресслер: Сказка об американском мечтателе». Премия породила новую волну интереса к автору и привела к переизданию многих его произведений.

## Экранизации
- По рассказу Миллхаузера «Иллюзионист Айзенхайм» в 2006 году был снят фильм «Иллюзионист», картина собрала более 120 миллионов долларов.